# Кудрявцевы
Кудрявцевы (Кудрявцовы) — русские дворянские роды, столбового дворянства.
В России много дворянских фамилий этого имени. Из них пять принадлежат к старинному дворянству и только одна внесена в гербовник:
1. Потомки Семёна Кудрявцева, получившего 16  июля 1506 года грамоту на поместье в Тверском уезде (в гербовник не внесены).
2. Потомки Степана Борисовича Кудрявцева, жившего в конце XVI столетия (Герб. Часть VII. № 78).
3. Потомки Льва Шарапа Кудрявцева, помещика Владимирского уезда (ум. до 1628 г., в гербовник не внесены).
4. Потомки Даниила Кудрявцева, помещика Владимирского уезда (ум. до 1647 г., в гербовник не внесены).
5. Потомки Никифора Кудрявцева, жившего в 1-й половине XVII века (в гербовник не внесены)[1].

Один из них восходит к началу XVI века (1506) и внесен в VI часть родословной книги Тверской губернии.
Другой восходит к началу XVII в. Степан Борисович Кудрявцев († 1646) был дьяком Посольского и Челобитного приказов. Никифор Семёнович, дьяк при посольстве в Царьграде (1676), был там задержан, но вскоре освобождён. Никита Алферьевич, стольник, комендант в Казани (1708). Его сын Нефед, генерал-майор, убит в Казани пугачевцами. Евгений Александрович (1828—1905) — сенатор. Этот род Кудрявцевых внесён в VI часть родословной книги Калужской и Херсонской губерний Российской империи (Герб., VII, 78).
Есть ещё 3 рода Кудрявцевых, восходящие к первой половине XVII в., и много родов этого имени позднейшего происхождения.

## Описание гербов

#### Герб Кудрявцевых 1785 г.
В Гербовнике Анисима Титовича Князева изображена печать с гербом прапорщика (1756), Ивана Ивановича Кудрявцева (ум. 1773): в синем поле щита бегущий в правую сторону серебряный единорог  (польский герб Боньча). Щит увенчан коронованным дворянским шлемом, развёрнутым влево, с шейным клейнодом. Нашлемник: выходящий наполовину единорог.  Цветовая гамма намёта, выходящего из дворянского шлема,  не определена.

#### Герб. Часть VII. № 78.
В щите, имеющем золотое поле, изображён бегущий в правую сторону единорог.
Щит увенчан дворянским шлемом и короной, на поверхности которой виден выходящий единорог. Намёт на щите золотой, подложенный голубым. Герб внесён в Общий гербовник дворянских родов Российской империи, часть 7, 1-е отд., стр. 78.

#### Герб. Часть XXI. № 50.
Герб Кудрявцевых: в червлёном (красном) щите серебряный столб, обременённый черным единорогом с золотым рогом, гривою, копытами и хвостом и сопровождаемый по сторонам двумя серебряными с золотыми рукоятками мечами в столб. Щит увенчан дворянским коронованным шлемом. Нашлемник: рука в серебряных латах, держащая серебряный с золотой рукояткой меч. Намёт червленый, подложенный серебром.

## Известные представители
- Кудрявцев Борис - дьяк Казённого дворца (1629-1637), дьяк Посольского приказа, на службе в Туле (1638), 1-й дьяк на службе в Казани (1639-1640), в Челобитном приказе (1643, умер в 1646).
- Кудрявцев Давыд - осадный голова в Коломне (1627), воевода в Рузе (1627-1634) (два раза).
- Кудрявцев Василий Тимофеевич - московский дворянин (1636-1658).
- Кудрявцев Алферий Борисович - посланник в Калмыцкие улусы (1646).
- Кудрявцев Иван Лаврентьевич - московский дворянин (1668).
- Кудрявцев Петр - дьяк, воевода в Новгороде-Великом (1680).
- Кудрявцев Никифор - дьяк, воевода в Пскове (1682-1684).
- Кудрявцев Тимофей Семенович - стольник (1683-1692).
- Кудрявцев Иван Ануфриевич - стольник (1690)[5][6].
- Кудрявцев Нефёд Никитич - генерал-майор, убит пугачёвцами в Казани (1774).
- Кудрявцев Яков Нефедьевич - адъютант казанского ополчения против Пугачёва, убит (1774)[1].